# Hemiseptella labiata
Hemiseptella labiata is een mosdiertjessoort uit de familie van de Calloporidae. De wetenschappelijke naam van de soort is, als Vincularia labiata, voor het eerst geldig gepubliceerd in 1884 door Busk.